# Sebastian Polter
Sebastian Polter (Wilhelmshaven, 1 april 1991) is een Duits voetballer die doorgaans als spits voor FC Schalke 04 speelt. Hij verruilde medio 2021 Fortuna Sittard voor VfL Bochum.

## Clubcarrière
Polter stroomde door vanuit de jeugdopleiding van VfL Wolfsburg. Hij speelde er 68 wedstrijden en scoorde negentien doelpunten in het tweede elftal voor hij in juli 2011 werd overgeheveld naar het eerste elftal en debuteerde in de Bundesliga. VfL Wolfsburg verhuurde Polter in juli 2012 voor een jaar aan 1. FC Nürnberg om ervaring op te doen. Na dat seizoen vertrok hij naar 1. FSV Mainz 05, waar hij een contract voor vier seizoenen tekende. Hier speelde hij in zijn eerste seizoen dertien wedstrijden, waarna ook Mainz hem verhuurde. Zodoende kwam hij gedurende het seizoen 2014/15 uit voor 1. FC Union Berlin in de 2. Bundesliga.
Polter tekende in juli 2015 een contract tot medio 2018 bij Queens Park Rangers, dat in het voorgaande seizoen degradeerde naar de Championship. In 2017 vertrok hij naar 1. FC Union Berlin, waarmee hij in 2019 naar de Bundesliga promoveerde. Polter raakte daarna in opspraak omdat hij als enige speler van Union geen salaris wilde inleveren toen de club in financieel zwaar weer kwam door de coronacrisis in Duitsland. Hierop tekende hij op 17 augustus 2020 verrassend bij Fortuna Sittard. In het Eredivisieseizoen 2020/21 scoorde Polter negen keer in 32 wedstrijden, waarna hij weer naar Duitsland vertrok om te spelen bij het gepromoveerde VfL Bochum.

## Interlandcarrière
Polter scoorde drie keer in zes wedstrijden voor Duitsland –18. In augustus 2012 debuteerde hij onder Rainer Adrion in Duitsland –21, tijdens een 6-1 overwinning tegen Argentinië –21.
1 Riemann ·
2 Gamboa ·
3 Soares ·
4 Mašović ·
5 Bernardo ·
6 Osterhage ·
7 Stöger ·
8 Losilla  ·
9 Paciência ·
10 Förster ·
11 Asano ·
13 Daschner ·
14 Oermann ·
15 Passlack ·
18 Osei-Tutu ·
19 Bero ·
20 Ordets ·
21 Esser ·
22 Antwi-Adjei ·
23 Thiede ·
24 Pannewig ·
25 Tolba ·
27 Kwarteng ·
29 Broschinski ·
30 Römling ·
31 Schlotterbeck ·
32 Wittek ·
33 Hofmann ·
39 Mousset ·
41 Loosli ·
Coach: Letsch
· Assistent-coach: Fießer